# برنینگ من

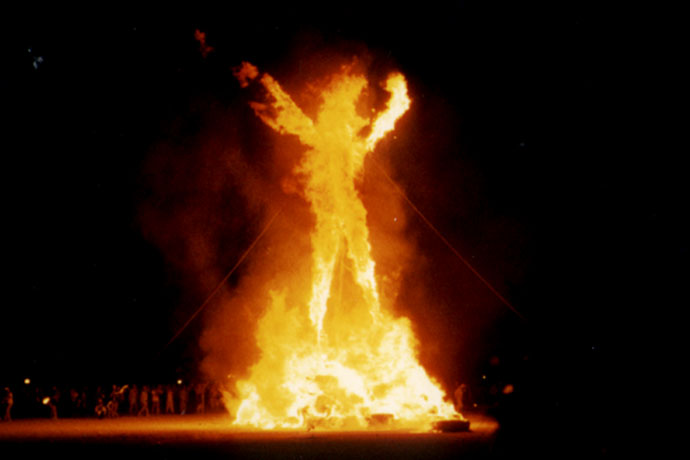
سوزاندن مرد حصیری در پایان برنامه‌های برنینگ من.

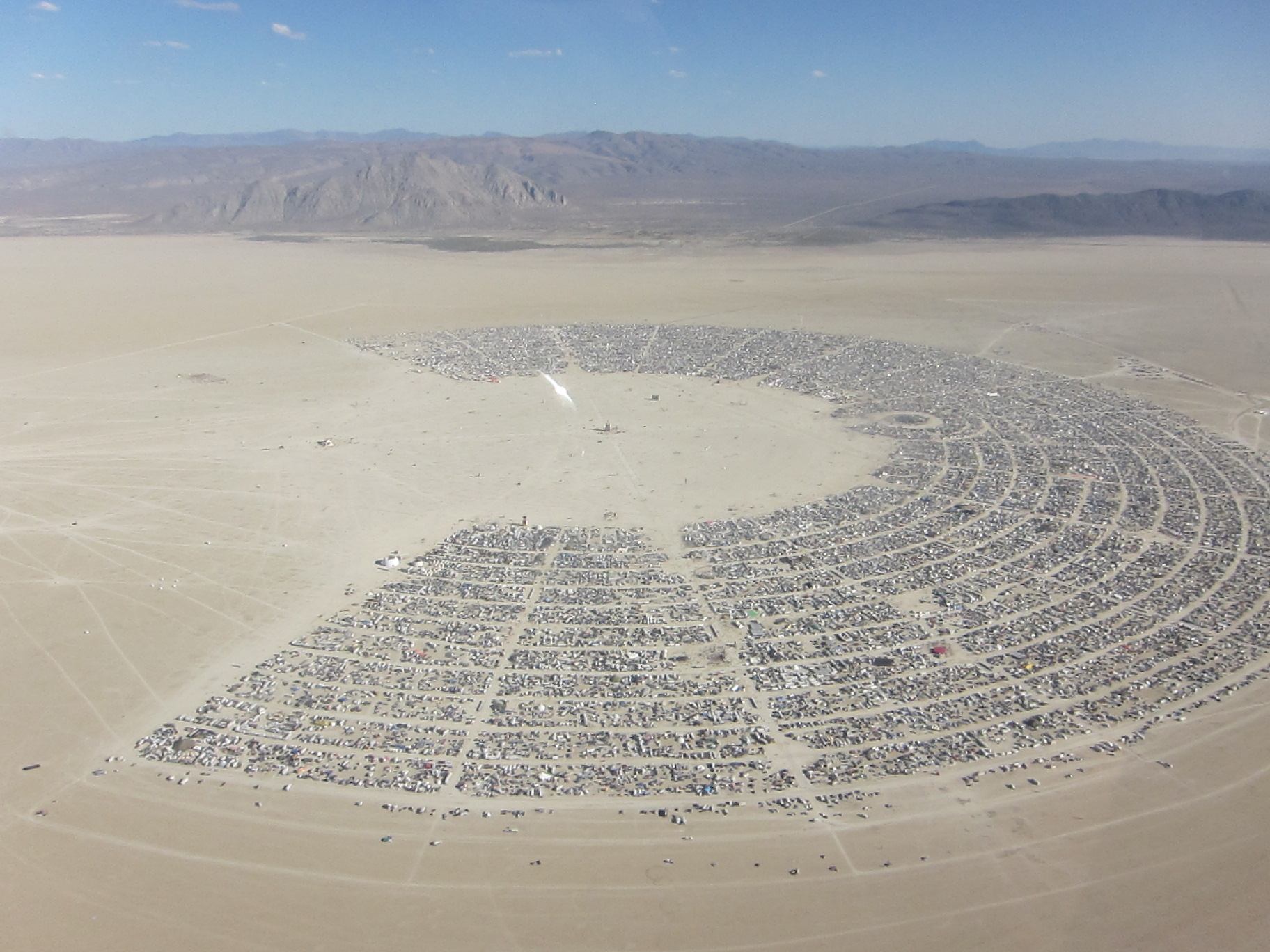
محل برگزاری سالانه برنینگ من موسوم به «شهر صخره سیاه».

برنینگ من (به انگلیسی: Burning Man) (به معنی مرد سوزان) یک جشنواره سالانه است که به مدت یک هفته در بیابان بلک راک در ایالت نوادای آمریکا برگزار می‌شود.
این جشنواره روز دوشنبه پیش از تعطیلات روز کارگر آمریکا (نخستین دوشنبه ماه سپتامبر)، برگزار می‌شود و در روز کارگر پایان می‌یابد. نام‌گذاری این جشن به نام «مرد سوزان» به این خاطر است که بنا به رسم، هر بار اختتامیه این جشنواره با سوزاندن یک مرد حصیری بزرگ یا سازه‌های مشابه با آن در شامگاه شنبه همراه است. مرد حصیری تندیسی بود که پیروان دروئیدی کلتی آن را به عنوان نماد باروری می‌دانستند.
جشنواره برنینگ من تا اندازه زیادی مستقل است و با پول‌های اهدایی داوطلبان برگزار می‌شود. جشنواره مرد سوزان زمانی آغاز شد که لری هاروی در سال ۱۹۸۶ با چند دوست خود در سان‌فرانسیسکو یک آدمک چوبی ۲٫۷ متری و یک سگ چوبی کوچک‌تر را آتش زد. او این اقدام خود را «یک اقدام خودجوش برای ابراز احساس شخصی» توصیف کرد. بعدها شمار شرکت‌کنندگان در برنامه‌های سالانه این گروه چندان افزایش یافت که محل برگزاری آن را به بیابان نوادا منتقل کردند.
محلی که جشنواره برنینگ من در آن برگزار می‌شود با نام بلک راک سیتی معروف است که چندین خیابان دارد و هر خیابان به موضوع خاصی اختصاص یافته‌است. خیابان ها و کوچه های فرعی این مکان در فاصله های ۱۵ الی ۳۰ دقیقه از هم قرار دارند.

## موضوع
بسیاری از شرکت‌کنندگان، این جشن را «گونه‌ای تجربه جدید در زندگی اجتماعی و تجربه‌ای در ابراز فاش و آشکار عقاید و اتکای فوق‌العاده به خود» توصیف می‌کنند. شرکت‌کنندگان لباس‌هایی که خود می‌خواهند را می‌پوشند هرچند که عجیب باشد و رفتاری آزادانه از خود نشان می‌دهند.
تمرکز برنینگ من بر موضوع یا رویداد خاصی هم‌چون موسیقی یا هنر نیست بلکه به گفته شرکت‌کنندگان هدف آن تشکیل جامعه کوچک و موقتی است که در آن همه‌کس بدون در نظر گرفتن نژاد یا اصلیت، رفتار و گفتار دلخواه خود را ابراز و بیان می‌کند.
قرار بر این است که شرکت‌کنندگان خود خوردنی و نوشیدنی را همراه بیاورند و محل خواب پیدا کنند. برگزارکنندگان شرکت‌کنندگان را ترغیب به همیاری می‌کنند و در جریان هفته برنینگ من دادوستد با پول (به جز در چند غرفه اغذیه) قدغن است و دادوستدها به صورت پایاپای انجام می‌شود.
در پایان برنامه، شرکت‌کنندگان پیش از رفتن، خود به تمیز کردن محوطه‌ها و پاکسازی منطقه می‌پردازند.